# Fernando Hernández

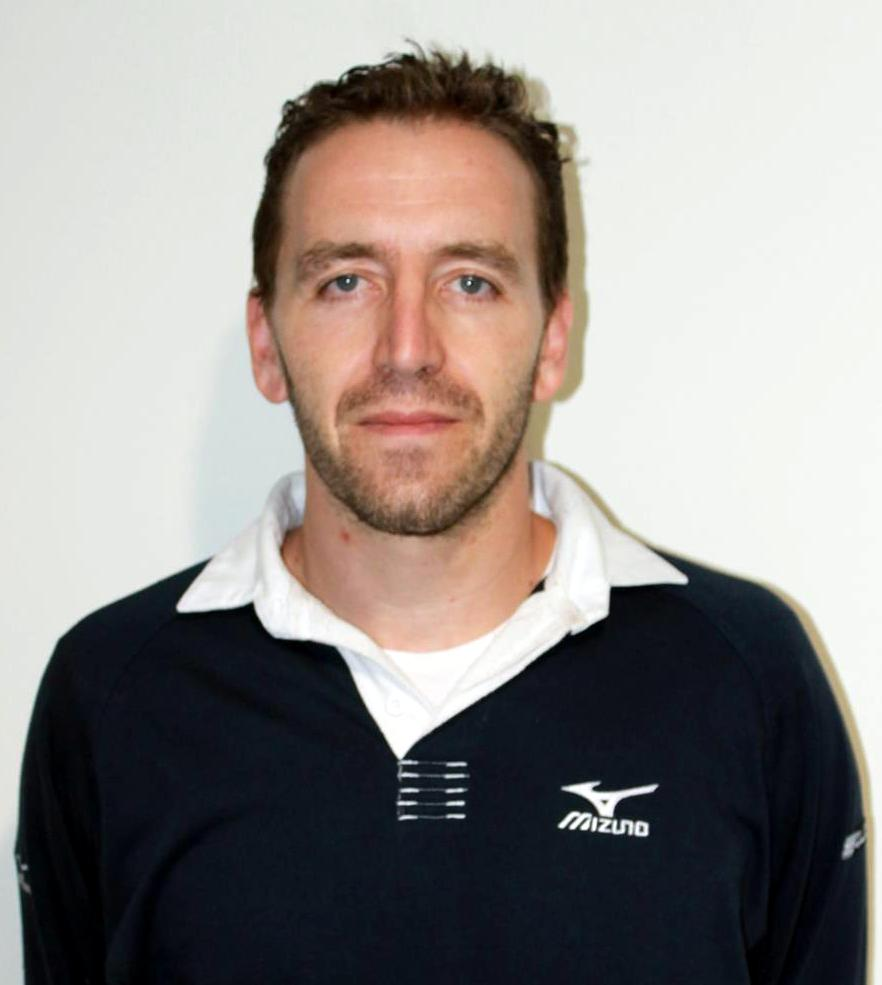

Fernando Hernández Casado (Valladolid, 24 de fevereiro de 1973) é um ex-handebolista profissional espanhol, medalhista olímpico.